# グスターヴ・ホワイトヘッド

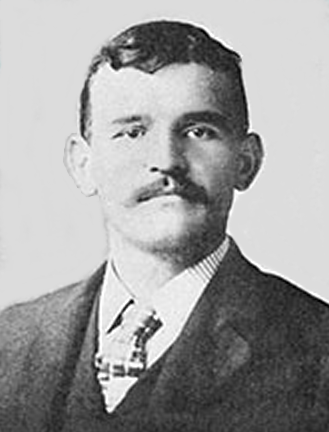
グスターヴ・ホワイトヘッド

グスターヴ・ホワイトヘッド（Gustave Whitehead、1874年1月1日 - 1927年10月10日）は、ドイツ生まれのアメリカの航空技師である。記録が不十分という批判もあるが、ライト兄弟より前の1901年8月14日にコネティカット州フェアフィールドで世界初の有人動力飛行に成功したとされる。

## 生い立ち

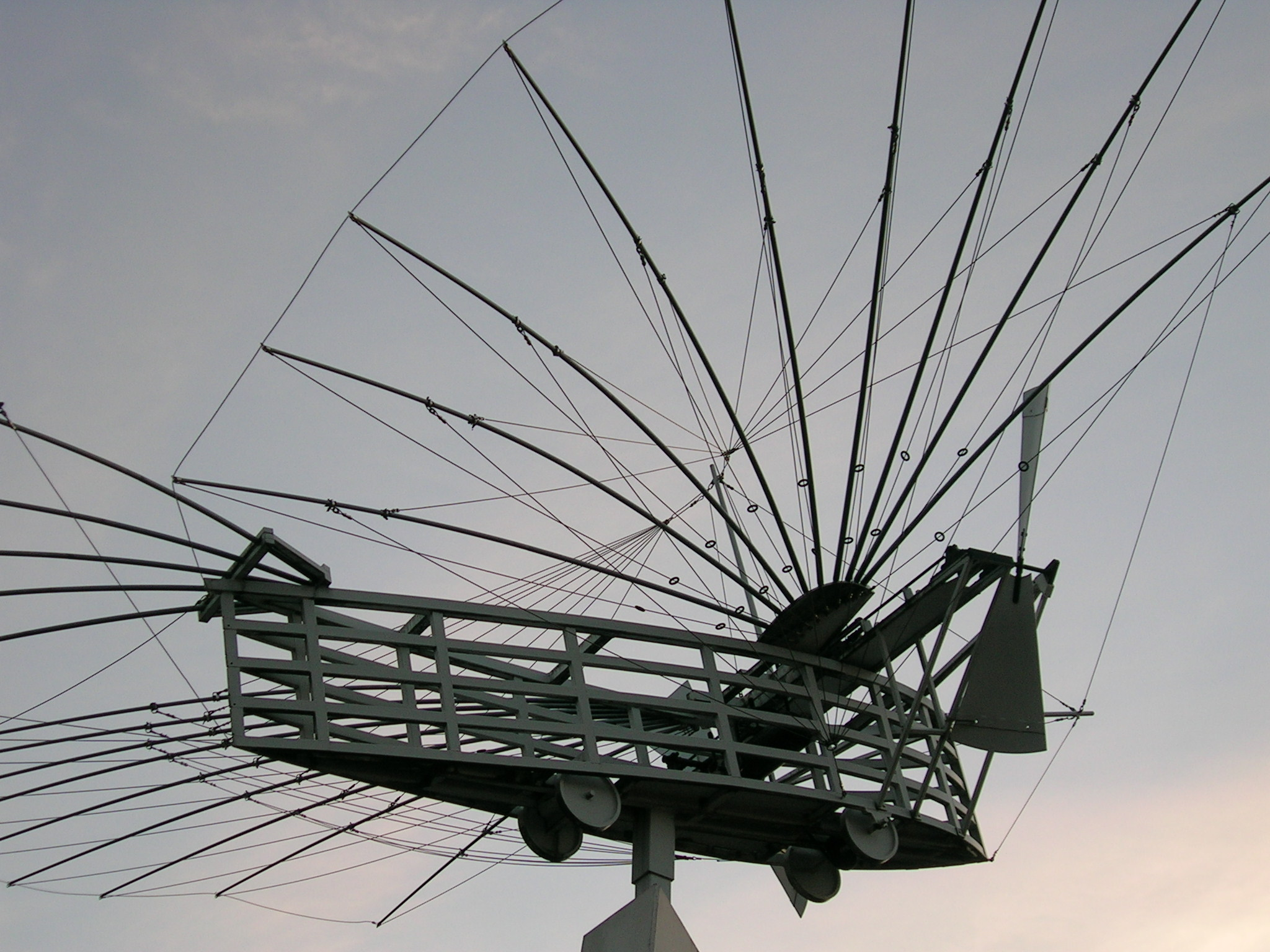
ロイタースハウゼンにあるモニュメント

本名をグスタフ・アルビン・ヴァイスコプフ（Gustav Albin Weißkopf）と言い、ドイツ・バイエルン州のロイタースハウゼンに生まれる。少年時代から凧を使い、飛行の理論や実験を行なうことに興味を持ち、のちに航空整備士の免許を得て、技師への第一歩を踏み出す。風・天候・そして鳥の飛行方法など飛行に関する様々な研究を重ね、世界各国を旅したのちに1893年に本国へ戻り、オットー・リリエンタールと面会している。その翌年には、さらなる研究に打ち込むべく、アメリカへ渡ることになった。なおこの時、自身の本名であるヴァイスコプフ（ドイツ語で「白い頭」を意味する）という姓は、英語では読みにくいことから、英語風にホワイトヘッドという名に改称することになった。

## 飛行の実験
1897年、ホワイトヘッドはボストン航空クラブ（the Aeronautical Club of Boston）のために滑空機を製作して飛行させる目的で、出版者J・B・ミレットに雇われた。彼は数機の滑空機を作り上げた。うち一機はリリエンタールのグライダーに影響を受けたものであった。この滑空機は実際に（短い距離だが）地面から離れた。ホワイトヘッドは大男で体重もあったため、助手のアルバート・B・C・ホーンは、「もう少し軽かったらホワイトヘッドよりも長く飛べたはずだ…」と記している。

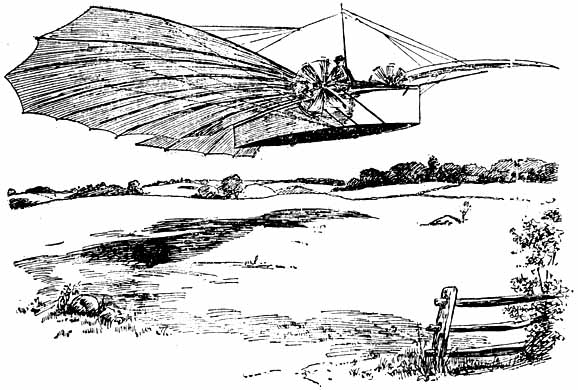
ナンバー21。ハウエルによるスケッチ。

ブリッジポート・ヘラルド、ニューヨーク・ヘラルド、ボストン・トランスクリプト誌の記事によると、1901年8月14日、コネティカット州フェアフィールドで、ホワイトヘッドはエンジン付きの機体「ナンバー21」によって800mの距離を高度15mで飛行したという。（新聞記事の全文については下の#参考資料にあるリンクを参照のこと）
当時「Bridgeport Herald」誌が掲載したディック・ハウエル（彼は現場にいた）によるリトグラフに当時の様子が描かれているが、写真は現存していない。もし本当だとすると、この飛行はライト兄弟のノースカロライナ州キティ・ホークでの飛行に2年以上も先行していたことになる。また、現存していないとされる写真についてだが、1906年、電気技術者ウィリアム・ハンマーが航空展覧会の展示パネルを撮影した1枚に映り込んでいたという。
数人の目撃者の報告によれば、ホワイトヘッドは1899年ごろの早い時期にも約1km（半マイル）飛行している。1902年1月には、（推定される所では）彼は改良された「ナンバー22」でロング・アイランド海峡を越える10km（7マイル）の飛行をした。
ホワイトヘッドの飛行はきちんとした記録が一度も取られておらず、写真も残っていない。そのためこれら沢山の報告を実証することは非常に困難である。特に、スミソニアン協会は制御された動力飛行が1903年より前に起こったことを強く否定している（ライト兄弟の飛行機を提供してもらう事と引き換えに、彼ら以前の飛行機及び記録を取り扱わない契約書が発見されている）。また、ブリッジポート・ヘラルドの記事の原文はこの出来事に関する信憑性の低い主張は、他の目撃者たちの報告と矛盾する。ホワイトヘッドはそれ以降にもより正式に記録された動力飛行を再現することがなかった。そして彼の主張は（別の航空パイオニア、カール・ヤトーの飛行と同様に）制御されていない飛行だとしてしりぞけられた。とはいえ、コネティカット州議会はホワイトヘッドの主張を人類初の飛行だと公式に認定している。また「ジェーン年鑑」の記念誌においても、人類初の飛行はホワイトヘッドと記載された。2003年12月17日、キル・デヴィル・ヒルでの百年記念祝賀会においてライト機のレプリカが飛行に失敗したのとは対照的に、1986年、ホワイトヘッド機のレプリカは成功裏に飛行した。

## ホワイトヘッドの飛行機

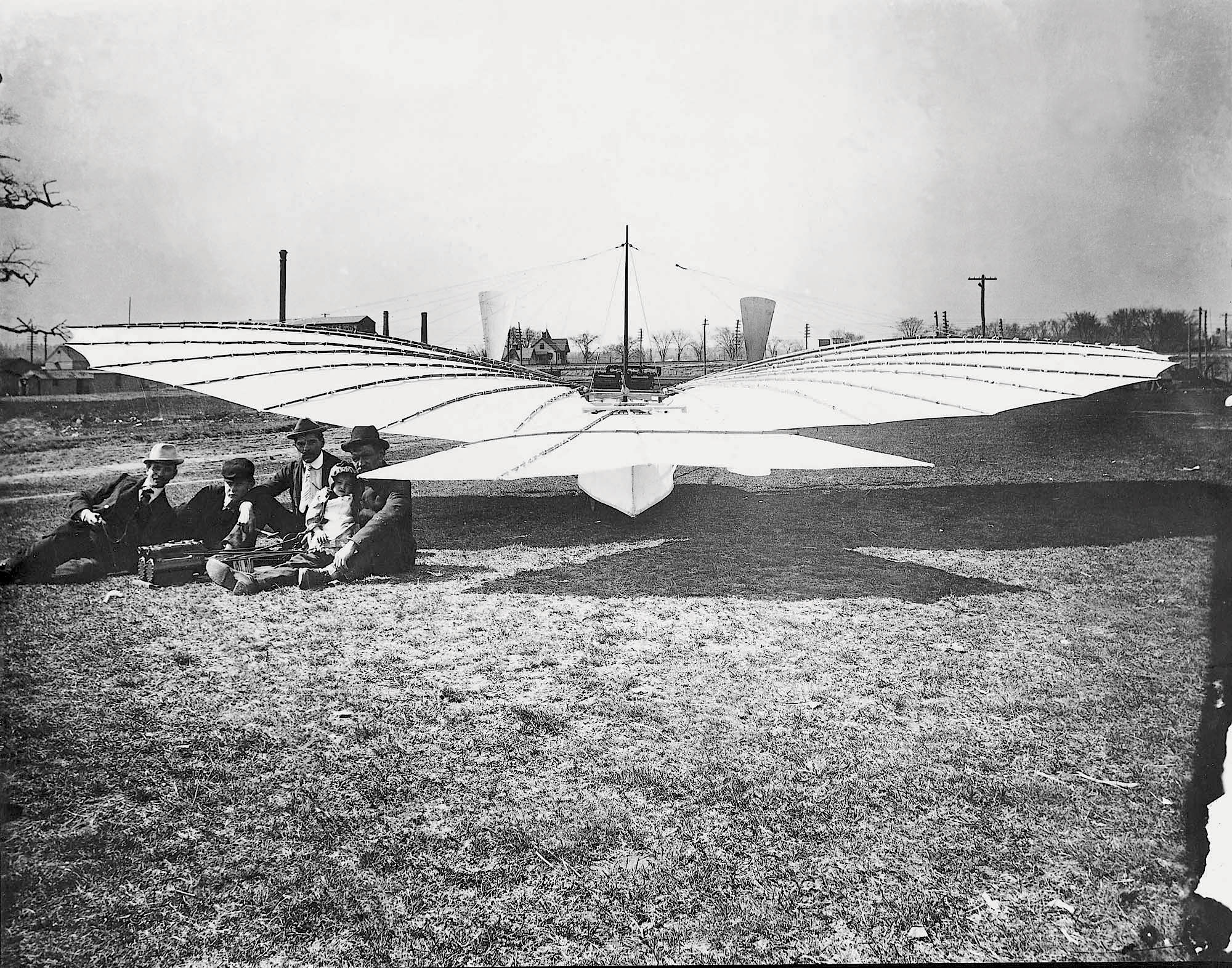
ホワイトヘッドと1901年製単葉機、パインストリートにある彼の店近くにて。彼の幼い娘ローズは父親のひざの上。前輪を駆動するためのエンジンは残りの三人の前に置いてある。

ホワイトヘッドの「ナンバー21」は、翼幅36ft(11m)、斬新な外観をした単葉機であった。その翼は竹を骨組みとし、鋼線で支えられ、絹が貼られていた。そして形状は滑空する鳥の翼にならって設計されていた。この飛行機は二つのエンジンによって動力を供給されていた……離陸速度に達するまで車輪を駆動する10馬力(7.5kW)の地上用エンジン、そして二つのプロペラ（平衡のために逆回転する）を駆動する20馬力(15kW)のアセチレンエンジンである。
動力で回る車輪の使用は、ホワイトヘッドがカタパルトを使う必要もなく、またライト兄弟のように逆風に頼る必要もなかったこ。しかしながら、車輪駆動用エンジンの重量は飛行性能を悪くしたであろう。報告によると、この飛行機は平坦な地面から出発して別の平坦面か水面に着陸（着水）した。飛行中、ロール方向の動きは（グライダーでよくやるような）パイロットの体重移動で制御される事になっていた。ピッチは尾翼で、ヨーは二つのプロペラの推力に差を付けることで制御される事になっていた。
より新しい「ナンバー22」は、40馬力(30kW)の灯油エンジンを持つという点で、「ナンバー21」と異なっていた。

## その後
ホワイトヘッドは原動機を作って、大変な薄利で販売した。彼は商習慣や商業的成功につながる特許のことを充分には知らなかったのである。しかしながら、他の多数の航空パイオニアたちは彼のエンジン設計に興味を示した。かなりの年が経ってからある目撃者がこう主張した。「裏付けとなる文書記録はないのだが、ライト兄弟はホワイトヘッドを訪ねてエンジンの購入について話し合い、そして飛行に関する着想と発見を交換した」と。ホワイトヘッドはグレン・カーチスにエンジンを売っている。
1911年ごろ、ホワイトヘッドはヘリコプターの設計に取り組み、多少の成功を修めた。

## 近年のレプリカ
ホワイトヘッドが1901年には「ナンバー21」で飛行可能だったという説を助力する目的で、1985年にアメリカのマニアたちがホワイトヘッド機のレプリカを作り始めた（現在の軽量なエンジンを使ってだが）。1986年12月29日、アンドリュー・コッシュは20回の飛行を行ない、最大飛行距離は100m（330ft）に達した。1998年2月18日にはドイツのレプリカ機が500mに届く距離を飛行した。
コッシュの無動力（牽引用）レプリカは、1980年代中期、ブリッジポート空港でピックアップ・トラックに牽引され俳優兼パイロットのクリフ・ロバートスンによって飛ばされた。ロバートスン早朝の飛行とコッシュの努力は、1990年を中心とするかなり長い間、EAAの「スポーツ飛行」で報道された。EAAのメンバーであるビル・シュルツは1990年代初頭にオシュコシュでのEAA年次大会においてロバートスンと話している。ロバートスンはホワイトヘッド機がとてもよく飛び操縦性も抜群だったと報告した。ロバートスンは、コッシュの努力が2003年に予定されているライト百周年記念の評判に埋もれてしまったことを残念だと語った。

## 参考資料
- Popular Aviation (1937) and Bridgeport Herald (1901) articles on Whitehead